# Анри Картан
Анри Пол Картан (на френски: Henri Paul Cartan) е френски математик. Син на Ели Картан и Мари-Луиз Биакони. Често е смятан за един от най-влиятелните математици на своята епоха. Известен е с приносите си в теорията на функциите от множество комплексни променливи, топологията и хомологичната алгебра. Картан е един от основателите на кръга Бурбаки.

## Биография
Анри Картан, по негови думи, започва отрано да се интересува от математика, без това да става под влияние на семейството му. Семейството му се премества в Париж през 1909 г., когато баща му получава професорско място в Парижкия университет.
Завършва гимназия в лицея Ош във Версай. През 1923 г. е приет в Екол нормал сюпериор. Там се среща с Андре Вейл. Защитава докторска дисертация през 1928 г., под ръководството на Пол Монтел, в областта на комплексния анализ.

## Научни приноси
През 1932 г., Картан и Петер Тюлен публикуват, в статия Mathematische Annalen, доказателство на теорема, станала известна като Теорема на Картан-Тюлен.
Първата среща на бъдещите членове на кръга Бурбаки, в която и Картан участва, е на 14 януари 1935 г. На конгреса в Бес ан Шандес участват Солем Манделброт, Жан Дийодоне, Клод Шевале и Андре Вейл. Първоначалната цел да се направи трактат по анализ става все по-амбициозна с времето. 
През 1937 г., Картан предлага идеята за филтър, което понятие е обощение на граница, дефинирано като математическа структура в теорията на множествата.
Картан е ръководител на множество докторски дисертации, сред които тези на Жан-Пиер Сер и Рьоне Том.